# バスケットボールイラク代表
バスケットボールイラク代表(Iraq national basketball team)は、イラクバスケットボール連盟によって国際大会に派遣されるバスケットボールのナショナルチームである。

## 歴史
1948年にFIBA加盟。同年の1948年ロンドンオリンピックに出場した。
FIBAアジアカップ（旧アジア選手権）には1979年大会で初出場。
1990年以降、湾岸戦争やイラク戦争などの影響により国際舞台から遠ざかっていた。
2017年、西アジア予選で出場権を獲得し、アジアカップに1987年大会以来30年ぶりに出場した。

## 主な国際大会成績
- 夏季オリンピック
  - 1948年 － 22位
- 世界選手権
  - 出場なし
- アジア選手権
  - 1977年 - 6位
  - 1979年 - 8位
  - 1987年 - 9位
  - 2017年 - 11位
- アジア大会
  - 9位：1974年, 1978年, 1982年